# 冯根生
冯根生（1934年7月29日—2017年7月4日），生于浙江省慈谿县慈城镇，曾任中国（杭州）青春宝集团有限公司董事长、正大青春宝药业有限公司总裁。是中国首批执业药师、高级经济师、国家中医药工作专家委员会委员。

## 生平
他出身于中药世家。1949年1月，14岁的冯根生就进入胡庆余堂当学徒，成为1949年以前胡庆余堂的"关门弟子"。1972年，他成立了杭州第二中药厂，创造性地对传统中药进行改造，实现了中药与高科技的结合。
1992年，在杭州第二中药厂的基础上，创建了中国青春宝集团公司。1992年，杭州第二中药厂与泰国正大集团合资成立正大青春宝药业有限公司。1996年底，集团公司兼并了濒临破产的胡庆余堂，当时这被称为“儿子吃掉老子”。1998年香港上实集团收购了正大集团的部分股份。
2017年7月4日凌晨4时在浙江杭州病逝，享年83岁。

## 荣誉
他先后获得以下荣誉：
- 首届全国优秀企业家
- 首届“五一”劳动奖章
- 全国劳动模范
- 中国经营大师
- 中国企业技术经济大师
- 中共第十三次全国代表大会代表
- 首届全国“经济改革人才奖”金杯奖
- 首届全国中药行业优秀企业家
- 中共中央纪委监察部杭州培训中心兼职教授
- 浙江突出贡献企业经营者
- 全国首届创业杰出贡献奖